# Флаг Прохладного
Флаг муниципального образования городской округ Прохла́дный Кабардино-Балкарской Республики Российской Федерации — опознавательно-правовой знак, служащий официальным символом муниципального образования.
Флаг утверждён 18 марта 2010 года и 23 апреля 2010 года внесён в Государственный геральдический регистр Российской Федерации с присвоением регистрационного номера 6033.
Флаг городского округа Прохладный составлен на основании герба города Прохладного по правилам и соответствующим традициям вексиллологии, и отражает исторические, культурные, социально-экономические, национальные и иные местные традиции.

## Описание
«Флаг города Прохладного представляет собой прямоугольное синее полотнище с отношением ширины к длине 2:3, с жёлтыми полосами вдоль краёв полотнища в 1/8 длины полотнища, воспроизводящее фигуры герба города: летящего с поднятыми распростёртыми крыльями жёлтого орла, держащего в лапах ветвь акации с распустившимися цветами; под ним белое слияние рек в виде волнистого вилообразного креста с узкими верхними плечами, заполненный внизу зелёным цветом».

## Обоснование символики

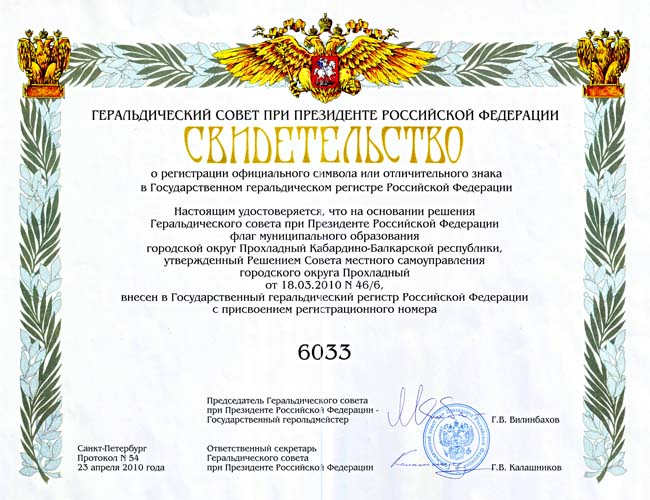

Изображение символически отражает город как — «ворота Кавказа».
Город Прохладный основан в 1765 году как казачье поселение, расположенное на месте слияния двух рек — Баксана и Малки, изображённых на флаге в виде белого вилообразного креста. Кавказское предгорье показывает орёл — символ Кавказа.
Ветвь акации указывает на основное дерево, растущее в данной местности.
Жёлтый цвет (золото) — символ богатства, уважения, постоянства, величия, интеллекта.
Белый цвет (серебро) — символ простоты, совершенства, благородства, мира, взаимопонимания.
Зелёный цвет — символ весны, радости, надежды, жизни, природы, а также символ здоровья.
Синий цвет (лазурь) — символ чести, славы, преданности, истины, красоты природы, добродетели и чистого неба.